# Pierre Frédéric Bernard
Pierre Frédéric Bernard (* 1749- 1825) fue un botánico francés.

## Especiesindividualizadas
- Brassicaceae Alyssum robertianum Bernard ex Gren. & Godr. -- Fl. France (Grenier) 1: 117. 1847 [1848 publ. Nov 1847] (IK)

- Orchidaceae Ophrys apicula J.C.Schmidt ex Rchb.f. nothosubsp. fabrei (Bernard) H.Baumann & Künkele -- in Mitt. Arbeitskr. Heim. Orch. Baden-Württemberg, 18(3): 416 (1986):. (IK)

- Oxalidaceae Oxalis valdiviensis Bernard, Flore Chilena 1 (oct 1846) 446.

- Polygonaceae Persicaria hartwrightii (A.Gray) Greene f. similis (Fernald) D.Löve & Bernard (GCI)

- Polygonaceae Persicaria pensylvania f. albinea (Farw.) D.Löve & Bernard (GCI)

- Lentibulariaceae Pinguicula corsica Bernard & Gren. ex Gren. & Godr. -- Fl. France (Grenier) 2: 443. 1853 [1852 publ. 1853] (IK)

- Brassicaceae Sinapis arvensis f. orientalis (L.) D.Löve & Bernard (GCI)

- La abreviatura «Bernard» se emplea para indicar a Pierre Frédéric Bernard como autoridad en la descripción y clasificación científica de los vegetales.[1]